# Chessure
Chessure è una creatura immaginaria dell'Universo DC. È il mostruoso animale domestico/guardia del corpo di Malice Vundabar, la più giovane delle Furie Femminili. Il suo nome è un riferimento alla versione inglese dello Stregatto (Cheshire Cat).

## Biografia del personaggio
Chessure si vede solo nelle ombre profonde o nell'oscurità. Ha occhi scintillanti e un'enorme bocca ghignante piena di zanne. Non si sa come sia fatto il resto del suo corpo, potrebbe anche non averne uno. Chessure è spesso visto come una silhouette enorme numerose volte più grande di un essere umano. Presumibilmente, come la sua padrona, proviene dal pianeta Apokolips, ma le sue origini rimangono ignote.
Spesso, Malice finge di essere una ragazzina bisognosa di aiuto, al fine di attirare vicino delle vittime perché Chessure possa divorarle. Questo sembrerebbe alimentare (o dare grande piacere) sia a Chessure che a Malice.